# Kameno
Kameno je naselje v Občini Šentjur.